# Monica Sabolo
Monica Sabolo, née le 27 juillet 1971 à Milan, est une journaliste et romancière française.

## Biographie

### Famille et formation
Monica Sabolo, née à Milan le 27 juillet 1971, grandit à Genève en Suisse et y fait ses études,. Elle milite pour la défense pour les animaux avec le WWF en Guyane puis au Canada.

### Journalisme
En 1995, à Paris, Monica Sabolo est journaliste pour le magazine en ligne français Mer et Océans. Elle passe dans les rédactions des magazines Voici et Elle[pas clair]. Au lancement de Grazia (Mondadori France), elle est recrutée comme rédactrice en chef « Culture et People ».
Début 2013, elle prend un congé sabbatique de quelques mois pour écrire un troisième roman, Tout cela n'a rien à voir avec moi, pour lequel elle reçoit le prix de Flore.
En janvier 2014, Monica Sabolo quitte Grazia et le journalisme pour se lancer dans une nouvelle activité d'écriture de scénario.

### Littérature
Monica Sabolo écrit sa première fiction à l'âge de six ans. Mais elle ne publiera son premier roman qu'à 29 ans, en 2000, Le Roman de Lili. Elle publie cinq ans plus tard, en 2005, son deuxième roman Jungle. Puis remporte, au premier tour de scrutin, le prix de Flore grâce à son roman autobiographique Tout cela n'a rien à voir avec moi. Monica Sabolo reçoit un chèque de 6 100 € et un verre gravé à son nom  dans lequel elle pourra consommer chaque jour du Pouilly-fumé au Café de Flore durant une année.
Dans son troisième roman, Tout cela n'a rien à voir avec moi, Monica Sabolo dissèque le chagrin d'amour et l'histoire de MS, une journaliste qui doit recruter un chef de rubrique cinéma pour le magazine qui l'emploie… Très vite MS s'éprend de son collègue qu'elle vient de recruter, le mystérieux XX. MS et XX vivent une histoire compliquée. Qui se terminera aussi rapidement et abruptement qu'elle a commencé. À mesure que Monica Sabolo raconte son histoire d'amour et son épilogue, elle se replonge dans son passé. Son chagrin d'amour fait écho avec celui d'une autre avant elle, sa mère. Mais c'est surtout la forme du livre qui séduit la critique. Le lecteur y trouve pêle-mêle des tableaux comparatifs, des extraits de courriers électroniques, des SMS, des photographies.

## Prix et distinctions
- Prix de Flore 2013 pour Tout cela n'a rien à voir avec moi
- Finaliste du Prix Goncourt des lycéens 2017[5], pour Summer
- Finaliste du Prix du roman des étudiants France Culture - Télérama 2017[6] pour Summer
- Finaliste Prix du Roman des étudiants France Culture-Télérama 2022[7] pour La Vie clandestine
- Prix du roman News 2022[8] pour La Vie clandestine
- Grand prix de l'héroïne Madame Figaro 2023 pour La Vie clandestine[9]

## Œuvre
- Le Roman de Lili, éditions Jean-Claude Lattès, 2000, 188 p.  (ISBN 2-7096-2161-4)
- Jungle, éditions JC Lattès, 2005, 299 p.  (ISBN 2-7096-2260-2)
- Tout cela n'a rien à voir avec moi, éditions JC Lattès, 2013, 153 p.  (ISBN 978-2-7096-4465-5)[10],[11] – prix de Flore 2013
- Crans-Montana, éditions JC Lattès, 2015, 240 p.  (ISBN 978-2-7096-5045-8) – grand prix SGDL du roman 2016
- Summer, éditions JC Lattès, 2017, 320 p.  (ISBN 978-2-7096-5982-6)
- Éden, éditions Gallimard, 2019, 288 p.  (ISBN 978-2-0728-6315-8)
- La Vie clandestine, Gallimard, 2022, 336 p.  (ISBN 9782072900426)